# Insineratehymn
Insineratehymn è il quinto album registrato in studio della band statunitense death metal Deicide. Venne pubblicato dalla Roadrunner Records nel 2000.
L'album si contraddistingue dai precedenti per le atmosfere e per il ritmo più rallentato in alcune delle sue canzoni.

## Tracce
1. Bible Basher – 2:23
2. Forever Hate You – 3:08
3. Standing in the Flames – 3:32
4. Remnant of a Hopeless Path – 2:58
5. The Gift That Keeps on Giving – 3:02
6. Halls of Warship – 3:03
7. Suffer Again – 2:18
8. Worst Enemy – 2:47
9. Apocalyptic Fear – 3:21
10. Refusal of Penance – 4:34

## Formazione
- Glen Benton - voce, basso
- Brian Hoffman - chitarra
- Eric Hoffman - chitarra
- Steve Asheim - batteria